# Opération Bajadere
L'opération Bajadere est une opération contestée des forces spéciales allemandes lors de la Seconde Guerre mondiale.
Certaines sources affirment qu'elle a été lancée en janvier 1942 par une force parachutiste d'environ 100 hommes de la Légion indienne qui avaient pour mission de s'infiltrer en Inde par le Baloutchistan puis de commencer des opérations de sabotage contre les actifs britanniques en vue d'une révolte nationale anticipée en Inde contre le Raj britannique.
L'Abwehr avait activement recherché des recrues hindoues et musulmanes pour une attaque planifiée à travers le Caucase, en Iran, en Inde et en Afghanistan. L'unité de 100 hommes, puisés dans la Légion indienne, est entraînée par les forces spéciales de l'armée allemande, les Brandebourgeois. En janvier 1942, l'unité est parachutée en Perse et s'infiltre en Inde. Ils se livrent à des actes de sabotage, tentent de créer des dissensions et travaillent à une révolte populaire contre la domination britannique. L'Oberleutnant Witzel, attaché de l'Abwehr à Kaboul, rapporte plusieurs mois plus tard que les opérations ont été couronnées de succès. Cependant, la défaite à Stalingrad fait échouer tout plan d'action en Inde.
Cependant, d'autres sources affirment que cette opération n'a jamais été menée. Par exemple, l'historien Adrian O'Sullivan écrit qu'il s'agit d'un mythe et qu'il n'y a "aucune preuve" de l'existence d'une telle opération. Il note également que la Légion indienne n'a été formée qu'en août 1942 et qu'une telle opération était logistiquement impossible à exécuter par les Allemands.